# Viehsalz

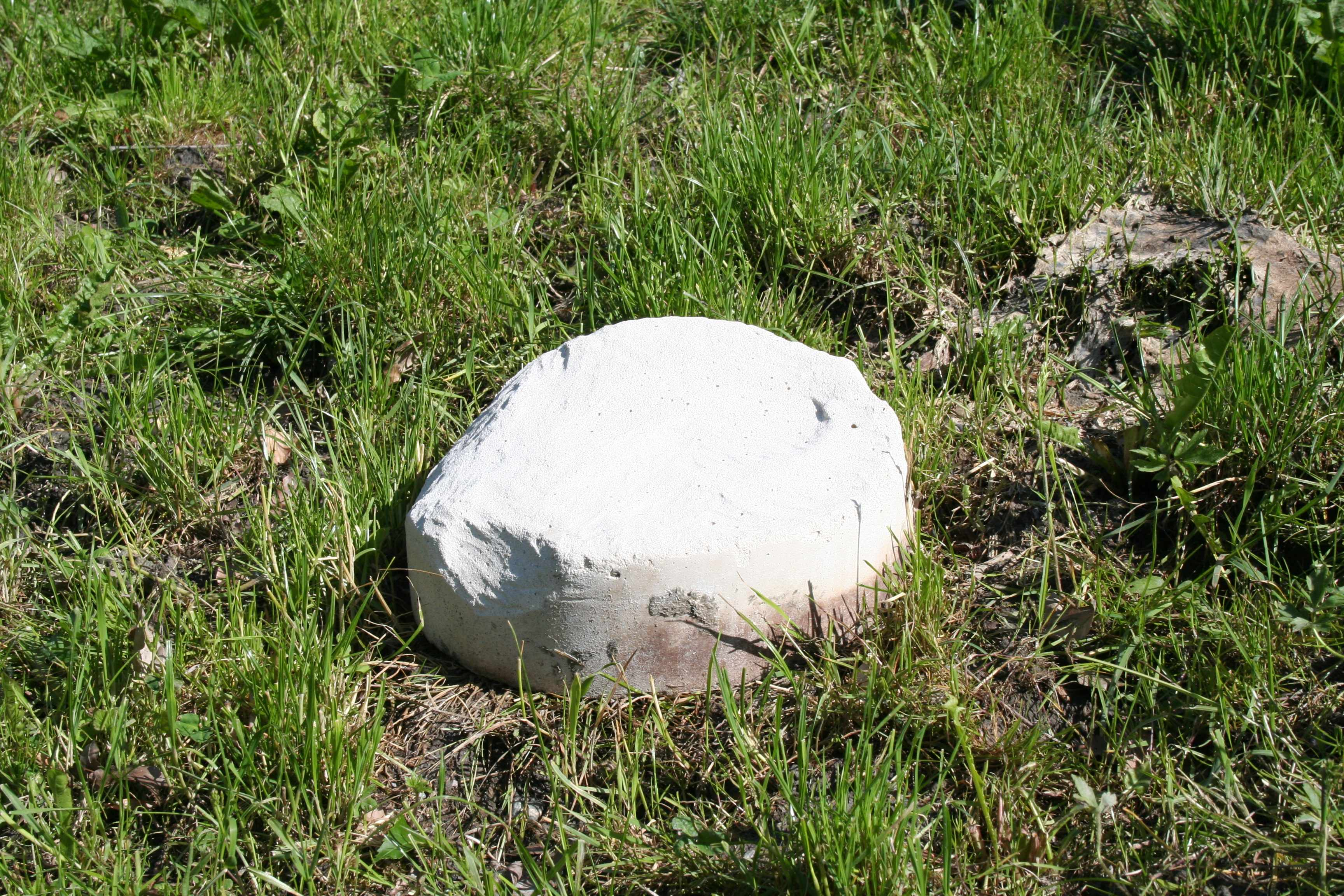
Salzleckstein auf Kuhweide

Viehsalz ist die Bezeichnung für Natriumchlorid, das als Futterzusatzstoff und Salzleckstein für Nutztiere oder Wild verwendet wird. Der Futterzusatzstoff besteht aus gemahlenem Steinsalz oder teurerem Siedesalz. Aus diesem Materialien werden auch Salzlecksteine gepresst, seltener kommen hierfür auch massive Steinsalzbrocken zur Anwendung. Viehsalz kommt auch mit Zusätzen unterschiedlicher anderer Mineralstoffe in den Handel.
Pflanzliche Nahrung enthält im Gegensatz zu tierischer Nahrung mehr Kalium- als Natriumverbindungen. Pflanzenfresser wie Pferde, Schafe, Rinder, Rehwild und Damwild nehmen daher nur wenig Natrium mit der Nahrung auf. Natriumchloridgaben (Kochsalz) begünstigen jedoch die Eiweißverdauung der Tiere und dienen insgesamt der besseren körperlichen Entwicklung. Sehr wahrscheinlich wird dadurch auch ihr Wohlbefinden gefördert. Bei größeren Aufnahme von Salzmengen (zum Beispiel durch aufgeweichte Lecksteine) kann es zu Vergiftungen kommen.
Während der Existenz der Salzsteuer war Viehsalz von dieser ausgenommen, was eine amtlich überwachte Denaturierung erforderlich machte. Hierzu waren Eisenoxid, diverse Farbstoffe und Soda zugelassen.